# NGC 2873
NGC 2873 je galaksija u zviježđu Lavu.

## Vanjske poveznice
- SEDS: NGC 2873